# That Petrol Emotion
I That Petrol Emotion sono un gruppo musicale alternative rock originario di Derry nell'Irlanda del Nord attivo a Londra tra il 1984 ed il 1994 e poi tra il 2008 ed il 2010.

## Storia
Nacquero attorno ai due chitarristi John "Sean" O'Neill e Raymond Gorman già membri di gruppi cittadini (Derry Hitmakers, Bam Bam and the Calling e The Undertones). Dopo il trasferimento a Londra si unì il batterista Ciaran McLaughlin e il fratello di John, Damian, chitarrista con gli Undertones, che divenne il bassista del gruppo. L'ultimo ad aggregarsi fu il cantante di origine americana Steve Mack.
Debuttarono con il singolo Keen nel 1985, che per il suono spigoloso li fece accostare proprio agli Undertones, anche se erano molto più impegnati politicamente. Nel 1986 uscì l'album d'esordio Manic Pop Thrill (Demon Records), nevrotico e ispirato ai lavori dei Pere Ubu e Buzzcocks che balzò al numero uno della Official Independent Chart e ricevette ottime recensioni tra cui quella di John Peel.
Passarono alla Polydor con cui incisero Babble nel 1987. L'album entrò nella Top 40 della classifica inglese, fu votato tra i migliori album dell'anno dalla rivista Rolling Stone. e ricevette una valutazione A- dal critico rock Robert Christgau come anche il suo predecessore.
Il gruppo però non riuscì a far entrare singoli in classifica e pressato dalla nuova dirigenza dell'etichetta trovò il modo di rescindere il contratto accasandosi alla Virgin Records.
Alla vigilia delle registrazioni del terzo album, End of the Millennium Psychosis Blues, John O'Neill annunciò che se ne sarebbe andato a breve; avrebbe fondato i Rare. Le registrazioni avvennero quindi sotto una forte tensione che si ripercosse sui brani, mai così sperimentali e influenzati da molti generi diversi che spiazzarono sia i critici che i fan.
Per l'album successivo Chemicrazy del 1990 sempre su Virgin entrò John Marchini al basso mentre Damian O'Neill si spostò alla chitarra. Prodotto da Scott Litt lo stile di questo album è molto più vicino all'alternative rock dei precedenti anche su una base pop che malgrado le premesse non sfondò in classifica.
Lasciata la Virgin il gruppo pubblicò tre anni più tardi l'ultimo album Fireproof, per la propria etichetta Koogat con Brendan Kelly al posto di Marchini. Raggiunse il primo posto nella Official Independent Chart come il loro debutto ma il mancato successo commerciale portò il gruppo a sciogliersi l'anno seguente.
Il gruppo si riunì nel 2008 per una serie di concerti. Gorman, McLaughlin, Kelly, Damian O'Neill hanno formato The Everlasting Yeah senza però comunicare lo scioglimento del gruppo.

## Eredità
Il loro lavori sono acclamati dalla critica di settore e la loro importanza notevolmente sottostimata, ebbero una grossa influenza nella formazione del britpop e del movimento Madchester, e su artisti come The Stone Roses, Happy Mondays, Manic Street Preachers, Andrew Bird, Spoon, Blur and Radiohead.

## Discografia[5]

### Album
- Manic Pop Thrill (Demon Records - Maggio 1986) UK No.84
- Babble (Polydor Records - Maggio 1987) UK No.30
- End Of the Millennium Psychosis Blues (Virgin Records - Settembre 1988) UK No.53
- Chemicrazy (Virgin Records - Aprile 1990) UK No.62
- Fireproof (Koogat Records - 1993)
- Final Flame - Live at the Grand and the Tivoli Ballroom 1994 (Sanctuary Records - 2000)

### Singoli
- "Keen" (Pink Records - 1985)
- "V2" (Noise a Noise Records - 1985)
- "It's a Good Thing" (Demon Records - Aprile 1986)
- "Natural Kind of Joy" (Demon Records - Agosto 1986)
- "Big Decision" (Polydor Records - Aprile 1987) UK No.43
- "Swamp" (Polydor Records - Luglio 1987) UK No.64
- "Genius Move" (Virgin Records - Ottobre 1987) UK No.65
- "Cellophane" (Virgin Records - Settembre 1988)
- "Groove Check" (Virgin Records - 1988)
- "Abandon" (Virgin Records - Marzo 1990) UK No.73
- "Hey Venus" (Virgin Records - Settembre 1990) UK No.49
- "Tingle" (Virgin Records - Febbraio 1991) UK No.49
- "Sensitize" (Virgin Records - Aprile 1991) UK No.55
- "Detonate My Dreams" (Koogat Records - 1993)
- "Catch a Fire" (Koogat Records - 1993)